# Цао Бусин
Ца́о Буси́н (кит. трад. 曹不興, упр. 曹不兴, пиньинь Cáo Bùxìng; работал в III в.) — китайский художник.
Цао Бусин был прославленным художником древности. Сегодня он известен только из литературных источников. Вполне вероятно, что этот художник принадлежал к реформаторам китайской живописи, создававшим произведения в западном стиле, и прививавшим новые художественные приемы древней ханьской традиции, поэтому он остался в анналах истории.
Живший в XI веке автор трактата «Записки о живописи: что видел и слышал» Го Жосюй, ссылаясь на более древний источник, сообщает следующее: "…в «Новом собрании сведений о картинах» монаха из Шу Жэньсяня говорится о Цао: «В старину Кан Сэнхуэй пришел в княжество У из Индии, чтобы установить школы и распространять (буддийское) учение. Тогда Цао Бусин и увидел буддийские картины из Западных стран, и подражал им как образцам, поэтому Цао стал широко известным в Поднебесной…» и далее "…Се Хэ из княжества Южная Ци говорил: «Из работ Бусина теперь уже ничего нельзя увидеть, кроме головы дракона, (хранящейся) в „Тайном павильоне“, но если посмотреть на костяк-контур, (станет ясно), что слава художника не случайна». То есть, уже в то время, когда жил Се Хэ (479—542) из всего творчества Бусина сохранилось только одно произведение, и этот известный художник и критик отмечает, что оно достойно похвалы. Далее Го Жосюй сокрушается, что в его время, то есть 800 лет спустя, «Голову дракона» кисти Цао Бусина увидеть было уже невозможно, и как выглядят драконы на самом деле — тоже: «Древний род Хуань-лун, растивший драконов, вымер, и драконы больше не приручались».
Цао Бусин остался в китайской художественной традиции как великолепный мастер изображения драконов, буддийских сюжетов, человеческих фигур, и тигров. С его имени, как правило, начинается любая история китайской живописи.